# Bayard (Új-Mexikó)
Bayard város az USA Új-Mexikó államában, Grant megyében. Lakosainak száma 2116 fő (2020. április 1.).

## Népesség
A település népességének változása:

| 2010 | 2 328 |
| 2020 | 2 116 |